# La Vergne (Tennessee)
La Vergne é uma cidade localizada no estado norte-americano de Tennessee, no Condado de Rutherford.

## Demografia
Segundo o censo norte-americano de 2000, a sua população era de 18.687 habitantes.
Em 2006, foi estimada uma população de 27.255, um aumento de 8568 (45.9%).

## Geografia
De acordo com o United States Census Bureau tem uma área de
65,0 km², dos quais 64,2 km² cobertos por terra e 0,8 km² cobertos por água. La Vergne localiza-se a aproximadamente 166 m acima do nível do mar.

## Localidades na vizinhança
O diagrama seguinte representa as localidades num raio de 24 km ao redor de La Vergne.